# Come On Over (пісня)
«Come On Over» — десятий сингл третього студійного альбому канадської кантрі-співачки Шанаї Твейн — «Come On Over» (1997). У США і Канаді пісня вийшла 6 вересня 1999. Пісня написана Шанаєю Твейн та Робертом Джоном Лангом; спродюсована Робертом Джоном Лангом. Музичне відео зрежисерував Ларрі Джордан; прем'єра музичного відео відбулась 6 жовтня 1999.

## Музичне відео
Музичне відео зрежисерував Ларрі Джордан. Зйомки проходили у Далласі, США 18 вересня 1998. Прем'єра музичного відео відбулась 6 жовтня 1999.

## Список пісень
1. Come On Over — 2:55

## Чарти
Тижневі чарти
| Чарт (1999)                      | Найвища позиція |
| -------------------------------- | --------------- |
| Canada RPM Country Singles       | 1               |
| U.S. Billboard Hot Country Songs | 6               |
| U.S. Billboard Hot 100           | 58              |

Річні чарти
| Чарт (1999)                | Місце |
| -------------------------- | ----- |
| Canada RPM Country Singles | 38    |